# AB Aurigae
AB Aurigae là một ngôi sao Herbig Ae  trong chòm sao Ngự Phu. Nó được biết đến với việc có một đĩa bụi có thể chứa một hành tinh ngưng tụ hoặc sao lùn nâu. Ngôi sao có thể chứa một vật thể dưới sao đồng hành trong quỹ đạo rộng. Ngôi sao này là một phần của nhóm Kim Ngưu - Ngự Phu trẻ, nằm trong Đám mây phân tử Kim Ngưu.

## Đĩa tiền hành tinh
Vào năm 2017, các nhà khoa học đã sử dụng Atacama Large Millimét / Subillim Array để chụp ảnh đĩa tiền hành tinh xung quanh AB Aurigae. Hình ảnh cho thấy một đĩa bụi có bán kính khoảng 120 đơn vị thiên văn và một "khoảng trống" riêng biệt. Bên trong khoảng trống xoắn ốc khí này được phát hiện có chứa khí CO.

## Hệ hành tinh
Oppenheimer và cộng sự (2008)  đã quan sát một tính năng hình vành khăn trong đĩa bụi của AB Aurigae trong khoảng từ 43 đến 302 AU từ ngôi sao, một khu vực chưa từng thấy trước đây. Một khoảng cách phương vị trong một vành khăn của bán kính ở bán kính 102 AU sẽ gợi ý sự hình thành của ít nhất một thiên thể nhỏ ở khoảng cách quỹ đạo gần 100 AU. Thiên thể như vậy có thể tạo ra một thiên thể đồng hành là một hành tinh khổng lồ hoặc nhiều khả năng là một ngôi sao lùn nâu, trong cả hai trường hợp nằm ở vị trí gần 100 AU từ ngôi sao sáng. Cho đến nay thiên thể vẫn chưa được xác nhận.

Quan sát với ALMA tìm thấy hai nhánh xoắn ốc khí bên trong đĩa. Những điều này được giải thích tốt nhất bởi một hành tinh vô hình với trục nửa lớn khoảng 60-80 AU. Một hành tinh bổ sung có trục bán chính là 30 AU và với góc nghiêng lớn so với đĩa (có khả năng nghiêng cao hơn) có thể giải thích sự trống rỗng của đĩa bụi bên trong.
| Thiên thể đồng hành (thứ tự từ ngôi sao ra) | Khối lượng | Bán trục lớn (AU) | Chu kỳ quỹ đạo (year) | Độ lệch tâm | Độ nghiêng | Bán kính |
| ------------------------------------------- | ---------- | ----------------- | --------------------- | ----------- | ---------- | -------- |
| b (chưa xác nhận)                           | ≥5–37 MJ   | 102               | ≥800                  | ?           | —          | —        |

## Hình ảnh

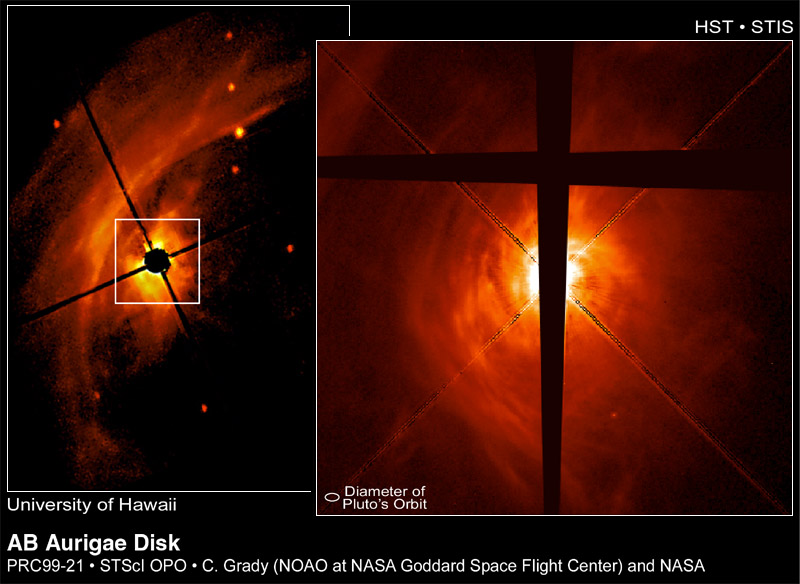
AB Aurigae và đĩa bụi của nó được Hubble quan sát